# Hexomyza
Genre
Hexomyza est un genre de diptères de la famille des Agromyzidae.

## Liste d'espèces
Selon BioLib (11 janvier 2021) :
- Hexomyza cecidogena (Hering, 1927)
- Hexomyza centaureae (Spencer, 1966)
- Hexomyza salicis (Malloch, 1913)
- Hexomyza sarothamni (Hendel, 1923)
- Hexomyza schineri (Giraud, 1801)
- Hexomyza simplex (Loew, 1869)
- Hexomyza simplicoides (Hendel, 1920)
- Hexomyza winnemanae (Malloch, 1913)